# 莫内林
莫内林（英語：Monellin），又称应乐果甜蛋白，是一种甜味蛋白质，于1969年从西非灌木“奇迹果”（Dioscoreophyllum cumminsii）的果实中发现；它最初被报道为一种碳水化合物。 这种蛋白质于1972年以美国费城的莫内尔化学感官中心命名，该中心对其进行了分离和鉴定。

## 蛋白质组成
莫内林的化学式为：C513H788O146N134S2，分子量为11.2 千道尔顿（kDa）。它由两条非共价结合的多肽链组成：一条含44个氨基酸残基的A链，以及一条含50个残基的B链。

莫内林A链（44个氨基酸）：

REIKGYEYQL YVYASDKLFR ADISEDYKTR GRKLLRFNGP VPPP

莫内林B链（50个氨基酸）：

GEWEIIDIGP FTQNLGKFAV DEENKIGQYG RLTFNKVIRP CMKKTIYEEN

甜味蛋白莫内林的氨基酸序列改编自Swiss-Prot蛋白质生物数据库。

莫内林具有由五个β-折叠组成的二级结构，这些折叠形成一个反平行β-片层和一个17个残基的α-螺旋。
在其天然形式中，莫内林由上面所示的两条链组成（PDB 3MON），但该蛋白质在高温或极端pH值下不稳定。 为了增强其稳定性，研究人员创建了单链莫内林蛋白质，其中两条天然链通过一个Gly-Phe二肽接头连接。 这种修饰后的蛋白质（MNEI）已通过核磁共振（NMR）和X射线衍射进行研究。
除了其二级结构外，莫内林蛋白质上还发现了四个稳定结合的硫酸根离子，其中三个位于蛋白质的凹面上，一个位于凸面上。 蛋白质凸面上的硫酸根离子特别受关注，因为它紧邻一块正电荷表面电位区域，这可能在与负电荷的T1R2-T1R3甜味味觉蛋白质受体进行静电相互作用中很重要。
甜味特性
莫内林被人类和一些旧世界灵长类动物感知为甜味，但其他哺乳动物并不喜欢。 莫内林的相对甜度因评估时所参照的甜味剂不同而异，是蔗糖的800到2000倍。据报道，按重量计算，它比7%的蔗糖溶液甜1500-2000倍；而与5%的蔗糖溶液相比，按重量计算则甜800倍。
莫内林的甜味 onset 较慢，并带有持久的余味。像神秘果素（miraculin）一样，莫内林的甜度也取决于pH值；该蛋白质在pH值低于2和高于9时没有甜味。将这种甜味蛋白质与填充剂和/或强力甜味剂混合可以减少持久的甜味，并显示出协同增甜效果。
 在低pH值下加热超过50°C会导致莫内林蛋白质变性，从而失去甜味。
到目前为止，已报道了五种高强度甜味蛋白质：莫内林（1969年）、奇果素（thaumatin）（1972年）、彭塔定（pentadin）（1989年）、马宾林（mabinlin）（1983年）和布拉泽因（brazzein）（1994年）。
作为甜味剂
莫内林可用于甜味化某些食品和饮料，因为它是一种易溶于水的蛋白质，具有亲水性。然而，它的应用可能有限，因为它在高温条件下会变性，使其不适用于加工食品。它可能适合作为非碳水化合物餐桌甜味剂，特别是对于需要控制糖摄入的糖尿病患者等。
 此外，莫内林从果实中提取成本高昂，且这种植物难以种植。目前正在研究替代生产方法，例如化学合成和在微生物中表达。例如，莫内林已成功在酵母（Candida utilis）中表达并通过固相法合成。 通过酵母生产的合成莫内林被发现比0.6%的糖溶液甜4000倍。
法律问题是其作为甜味剂广泛使用的主要障碍，因为莫内林在欧盟或美国没有合法地位。然而，它在日本被批准为一种无害的食品添加剂，根据日本厚生劳动省发布的现有食品添加剂清单（由JETRO以英文发布）。